# Argina amanda
Argina amanda är en fjärilsart som beskrevs av Jean Baptiste Boisduval 1847. Argina amanda ingår i släktet Argina och familjen björnspinnare. Inga underarter finns listade i Catalogue of Life.